# Sèdami Mèdégan Fagla
Sèdami Mèdégan Fagla  de son vrai nom Romarique Sèdami Mèdégan Fagla est une femme politique béninoise et députée pour la première fois lors des élections législatives de 2019  à l'assemblée nationale,.

## Biographie
Romarique Sèdami Mèdégan Fagla est enseignante de formation. Elle est professeur à l'Université d'Abomey-Calavi où elle enseigne la chimie organique dans deux facultés ; il s'agit de la Faculté des sciences de la santé et de la Faculté des sciences techniques. Lors des élections législatives béninoises d'avril 2019, elle est élue députée de la quinzième circonscription électorale sur la liste électorale du parti politique Union Progressiste.